# Kamui Kobayashi
Kamui Kobayashi (Amagasaki, 13 de setembro de 1986) é um automobilista japonês que ficou conhecido por seu estilo agressivo de pilotagem. Foi campeão da GP2 Asia Series 2009, mesmo ano em que foi piloto de testes da extinta equipe Toyota F1 na Fórmula 1.
Em 2012, competindo pela Sauber, tornou-se o terceiro píloto japonês a subir ao pódio de uma Grande Prêmio na história da Fórmula 1, ao chegar ao terceiro lugar no Grande Prêmio do Japão. No mesmo ano, foi considerado pelo ex-campeão mundial de Fórmula 1, Alan Jones, como "o melhor piloto do Japão a competir na Fórmula 1". Kobayashi é também o recordista de pontuação entre os pilotos japoneses que já competiram na Fórmula 1.

## Carreira

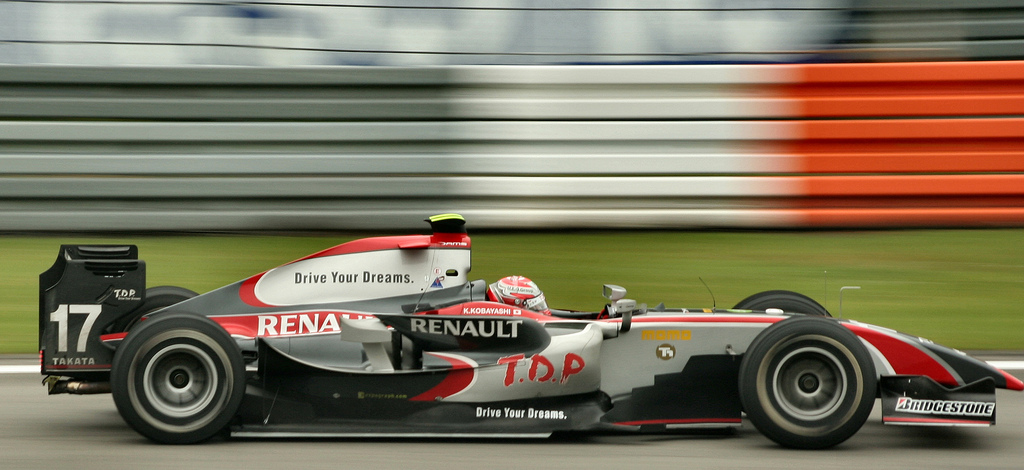
Kobayashi pilotando pela DAMS em Nürburgring, na temporada 2009 da GP2.

Kobayashi começou a carreira automobilística no kart, em 1996, ao nove anos. Ele terminou em terceiro lugar em sua primeira temporada no SL Takarazuka Tournament Cadet Class. Durante os sete anos seguintes, Kobayashi conquistou quatro títulos de kart, vencendo o SL All Japan Tournament Cadet Class duas vezes.
Em 2003 disputou a Fórmula Toyota e chegou em 2º lugar. Nos anos seguintes passou a disputar a Fórmula Renault nos campeonatos da Ásia, Alemanha, Itália e Países Baixos, sendo campeão da italiana e da europeia em 2005.
Em 2008 tornou-se piloto de testes da Fórmula 1 pela equipe Toyota Racing e passou a competir a GP2, conquistando no ano seguinte o título de campeão da GP2 Asia Series.

### Fórmula 1

#### Toyota (2009)
No Grande Prêmio do Japão de 2009, Kobayashi pilotou nas duas primeiras sessões de treinos livres em lugar de Timo Glock, que estava indisposto. Glock recuperou a tempo de participar na terceira sessão de treinos livres e qualificação, mas depois de bater na ultima sessão do feriu a perna e não pôde participar da corrida. Toyota pediu a FIA permissão para executar Kobayashi na corrida, mas o pedido foi recusado por constar no regulamento que um piloto deve ser executado a pelo menos uma sessão no sábado, a fim de ser elegível para começar a corrida.

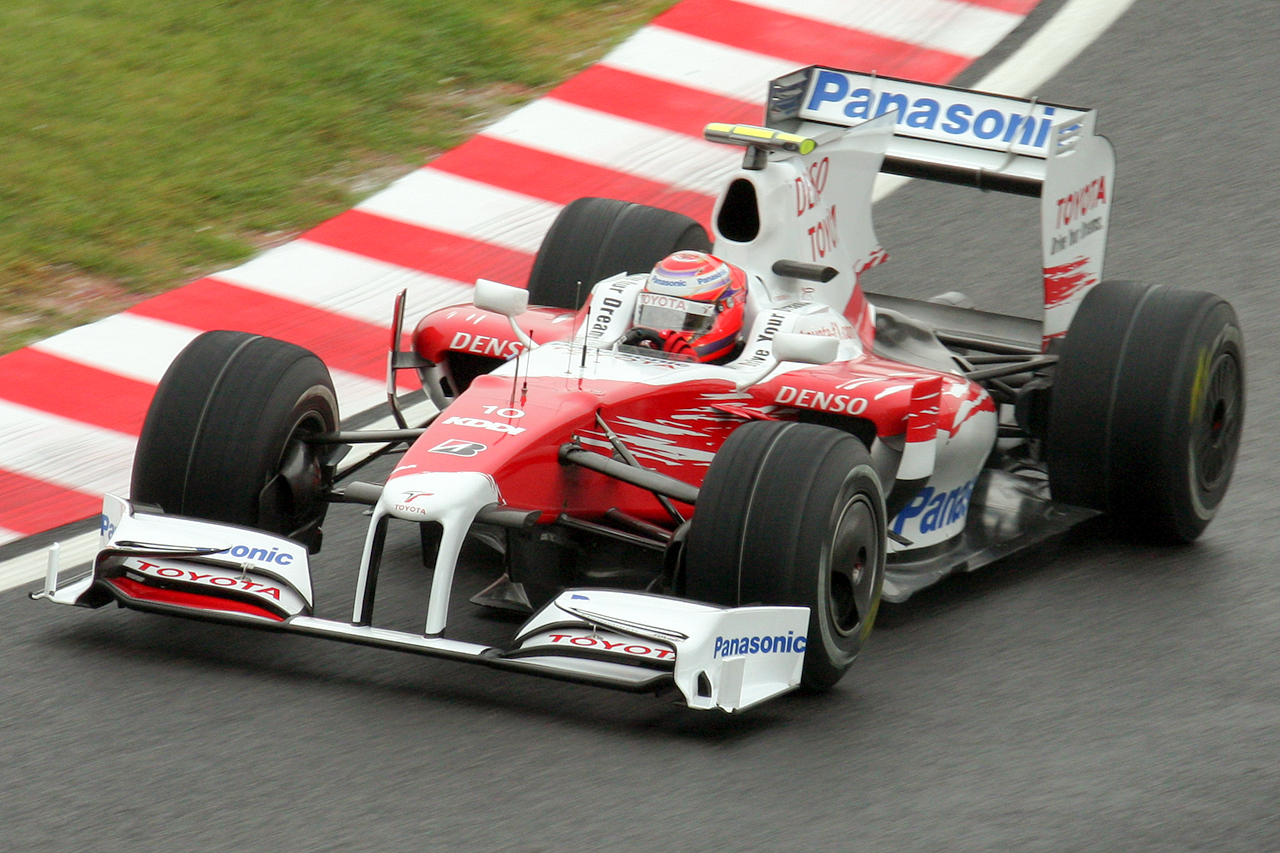
Kobayashi nos treinos livres do Grande Prêmio do Japão de 2009, pela Toyota.

Kobayashi fez sua primeira corrida na Fórmula 1 no GP Brasil de Fórmula 1 de 2009, quando foi escolhido pela equipe Toyota para substituir o titular Timo Glock, que sofreu um acidente no Grande Prêmio do Japão. O piloto terminou a corrida em 10º lugar e surpreendeu a todos pelas ultrapassagens feitas, inclusive sobre o então líder do campeonato Jenson Button, com quem teve uma acirrada disputa pela sexta posição. Posteriormente a corrida, Heikki Kovalainen foi punido com o acréscimo de 25 segundos no tempo total de prova devido ao incidente nos boxes, quando saiu carregando a mangueira de combustível presa no carro e Kobayashi herdou o 9º lugar.
Para o Grande Prêmio de Abu Dhabi, a Toyota resolveu não correr riscos e decidiu poupar o piloto titular Timo Glock. Dessa forma, Kobayashi teve sua segunda oportunidade de pilotar na temporada, quando conquistou seus primeiros pontos na categoria, chegando na sexta posição.
Em 4 de novembro de 2009 a Toyota anunciou a retirada da equipe da Fórmula 1, por razões econômicas, deixando o piloto sem equipe para a temporada 2010. No dia 17 de dezembro de 2009, no entanto, a equipe Sauber anunciou a contratação de Kobayashi como piloto titular. O experiente espanhol Pedro de la Rosa, foi anunciado como seu companheiro de equipe.
No dia primeiro de janeiro de 2010, a ultrapassagem do japonês sobre o campeão Jenson Button, realizada durante o Grande Prêmio de Abu Dhabi, foi eleita por votação do site inglês  F1 Fanatic, como a melhor manobra da categoria na temporada de 2009.

#### Sauber (2010-2012)

##### 2010

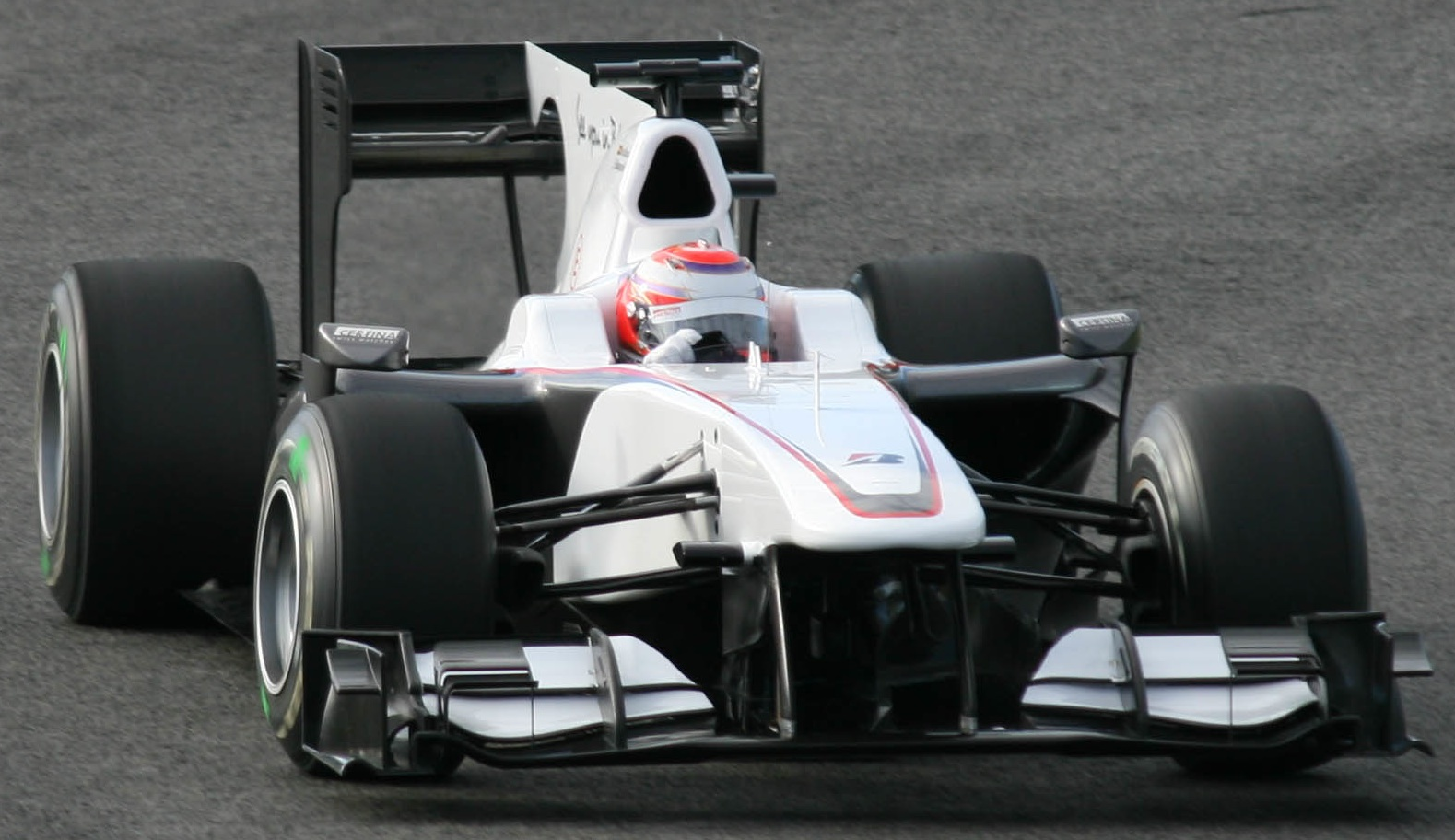
Kobayashi durante os testes da pré-temporada em Jerez, pela equipe Sauber.

Com problemas de confiabilidade no carro, começo da temporada de 2010 não foi bom para Kobayashi. Na segunda metade da temporada, no entanto, com um pilotagem agressiva, conseguiu resultados importantes para a Sauber. Durante a primeira prova, o Grande Prêmio do Barém, teve de abandonar a corrida com problemas hidráulicos no carro. Na segunda, no Grande Prêmio da Austrália, o piloto japonês envolveu-se em um acidente logo na primeira curva. No Grande Prêmio da Malásia o piloto japonês também não teve sorte e seu motor quebrou logo na nona volta. Na China envolveu-se em um acidente. Na etapa seguinte, na Espanha, o japonês conseguiu terminar a primeira corrida na temporada, chegando em 12º.
No Grande Prêmio da Turquia, o piloto japonês marcou o primeiro ponto da equipe Sauber na temporada. Na corrida seguinte, o Grande Prêmio do Canadá, envolveu-se em um acidente logo no início da corrida, sendo obrigado a abandonar a prova.
No grande Prêmio da Europa, Kobayashi voltou a marcar pontos, destacando-se por ultrapassar o bicampeão Fernando Alonso e Sébastien Buemi na ultima volta da corrida, passando da nona para a sétima posição. O piloto japonês largou apenas na décima oitava posição e chegou a assumir o terceiro lugar após a entrada do safety car, quando os demais pilotos pararam nos boxes. Ao final da corrida o piloto japonês foi muito elogiado pelo chefe de equipe Peter Sauber.
Para o Grande Prêmio da Hungria, Kobayashi foi punido com a perda de cinco posições no grid de largada por não ter pesado seu carro após o treino classificatório. Largando em vigésimo terceiro, foi obrigado a fazer uma corrida de recuperação, terminando em nono lugar.

##### 2011
Na primeira corrida da temporada 2011, o Grande Prêmio da Austrália, Kobayashi cruzou a linha de chegada em oitavo, logo atrás de seu companheiro de equipe, o mexicano Sergio Perez. Os dois carros da equipe Sauber, no entanto, foram desclassificados devido a uma irregularidade na construção da asa traseira do modelo C30. Apesar da desclassificação na primeira prova do ano, o piloto conseguiu pontuar nas seis etapas seguintes, tendo como melhor resultado na temporada no Grande Prêmio de Mônaco. O japonês largou em décimo segundo lugar e com uma estratégia arriscada, de apenas uma troca de pneus, conseguiu terminar a corrida na quinta colocação.
Na segunda metade da temporada, no entanto, o desempenho não foi o mesmo e o piloto acumulou sete etapas sem pontuar. No Grande Prêmio da Hungria, o japonês teve clara chance de conquistar pontos, chegando a ocupar a sétima colocação, porém, devido a um erro de estratégia da equipe, que segurou o piloto na pista com os pneus degastados durante muito tempo, Kobayashi, terminou em décimo primeiro, sem pontos. Na etapa seguinte, no Grande Prêmio da Bélgica, Kobayashi, terminou na 12ª posição. Com uma estratégia de conservar os pneus, o piloto chegou a estar entre os quatro primeiros colocados, porém, na 13ª volta, Lewis Hamilton, atingiu o Sauber de Kobayashi ao tentar uma ultrapassagem. O carro de Hamilton colidiu com a barreira de pneus, enquanto o piloto japonês foi obrigado a fazer uma parada a mais para troca de pneus, sendo prejudicado ainda pela entrada do safety car.

##### 2012

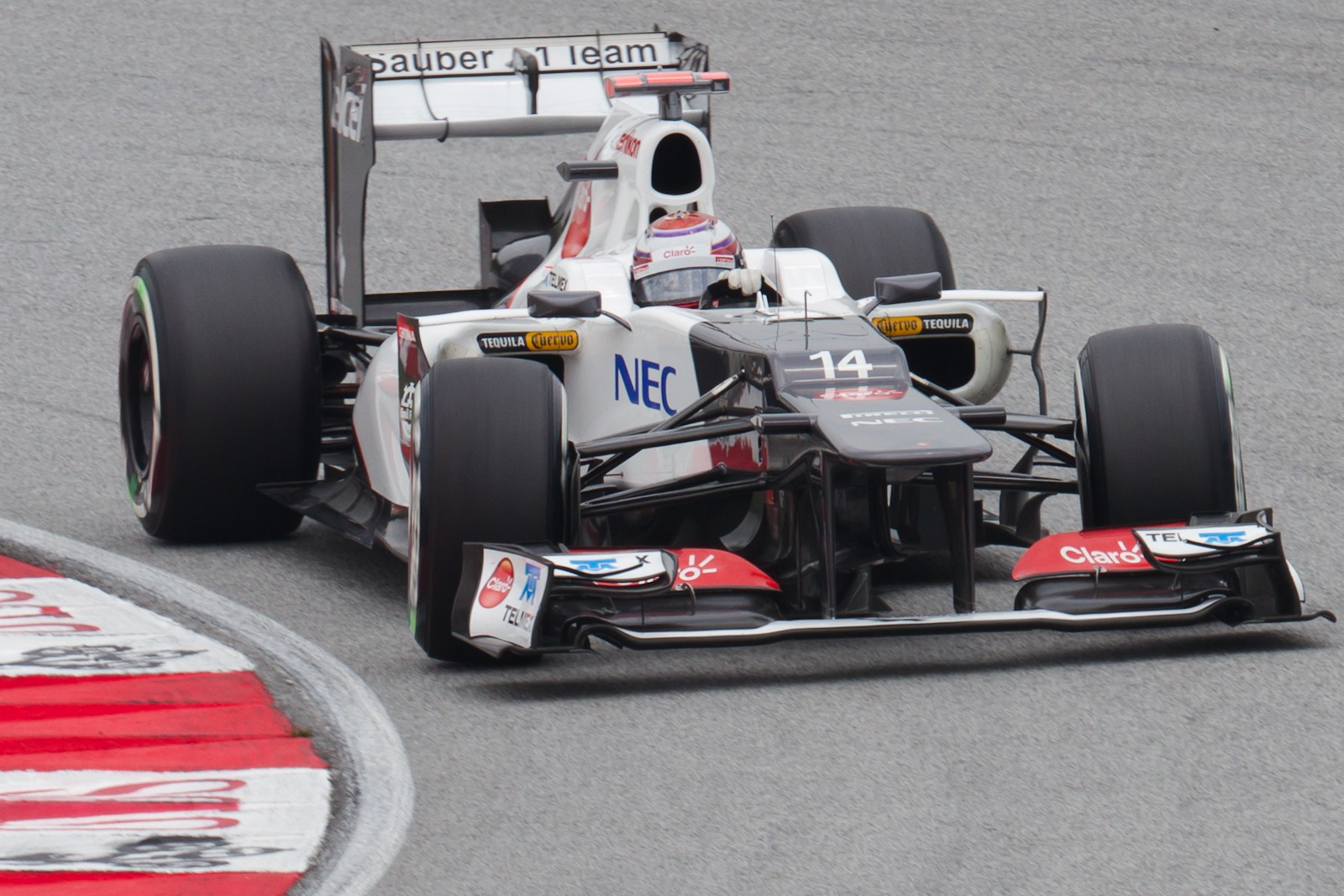
Kobayashi pilotando pela Sauber no Grande Prêmio da Malásia de 2012.

Durante o treino classificatório para o Grande Prêmio da China, Kobayashi conseguiu o seu melhor resultado em uma classificação na categoria até então, largando na terceira colocação do grid. O piloto asiático, no entanto, largou mal e perdeu muitas posições na primeira curva da corrida, terminando a prova na décima colocação. Mesmo com o resultado abaixo do esperado, Kobayashi conseguiu marcar a volta mais rápida da prova, pela primeira vez na carreira.
Na etapa seguinte, o Grande Prêmio do Barém, o piloto não conseguiu um bom rendimento, chegando apenas na décima terceira colocação, sem pontuar. Na corrida seguinte, após as adaptações aerodinâmicas realizadas no C31, Kobayashi conseguiu um bom resultado no Grande Prêmio da Espanha, terminando a corrida em quinto lugar.
No Grande Prêmio da Bélgica, Kamui surpreendeu ao conseguir se classificar em segundo lugar no grid. Durante a  corrida, no entanto, o piloto  japonês não conseguiu fazer uma boa largada, perdendo muitas posições e sendo prejudicado também pelo acidente na primeira curva, onde foi atingido pelo carro desgovernado de Grosjean, sendo obrigado a parar nos boxes para trocar o bico do carro.
No Grande Prêmio do Japão, Kobayashi conquistou o primeiro pódio da carreira ao terminar a corrida na terceira colocação, tornando-se o terceiro piloto japonês a subir ao pódio de uma Grande Prêmio na história da Fórmula 1, repetindo os feitos de Aguri Suzuki no GP do Japão de 1991 e Takuma Sato no GP dos Estados Unidos de 2004.
No dia 23 de novembro, antes do Grande Prêmio do Brasil, a equipe Sauber anunciou sua dispensa, para dar lugar ao novato Esteban Gutiérrez, que conta com patrocínio da empresa de telefonia mexicana Telmex.
Sem equipe, Kobayashi criou uma campanha online com o objetivo de arrecadar fundos para continuar na categoria. Em três dias de campanha através do site intitulado "Kamui Support", foram arrecadados 65.813.672 ienes (equivalentes a R$ 1.664.427,76). Apesar disso, Kamui não conseguiu vaga em uma equipe competitiva, ficando fora da categoria para a temporada seguinte.

### Endurance

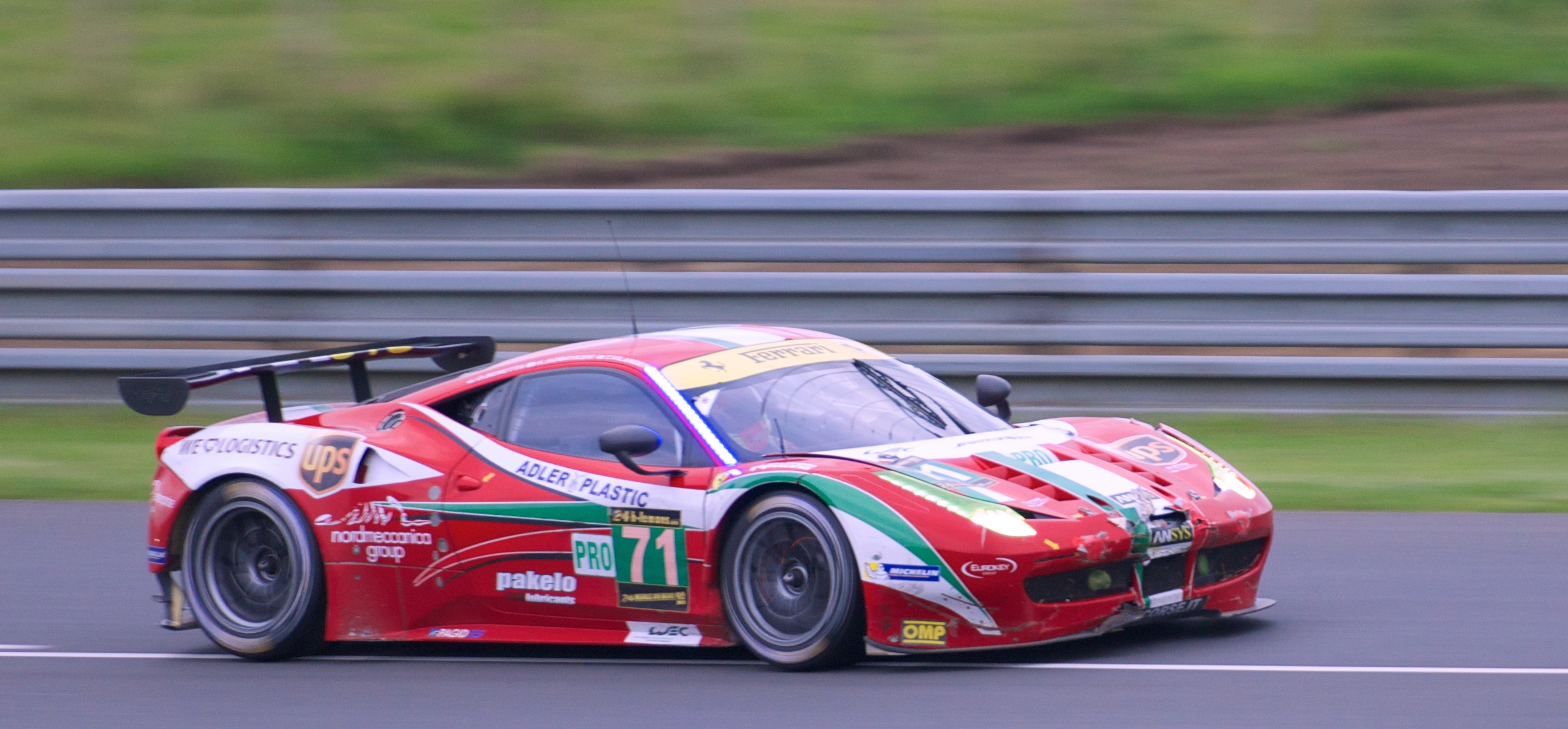
Kobayashi nas 24 Horas de Le Mans de 2013.

Em 2013, sem oportunidades na Fórmula 1, Kobayashi passou a disputar o Campeonato Mundial de Endurance da FIA, pela equipe AF Corse. É o vencedor geral das 24 Horas de Le Mans de 2021 ao lado de Mike Conway e Pechito López pela equipe Toyota Gazoo Racing.

### Retorno à Fórmula 1

#### Caterham (2014)
Após um ano fora da categoria, no dia 21 de janeiro de 2014, a equipe Caterham anunciou a contratação de Kobayashi como companheiro do sueco Marcus Ericsson. A re-estreia aconteceu no Grande Prêmio da Austrália, porém teve uma curta duração. O piloto da Caterham largava da 15ª posição quando na primeira curva perdeu o controle do carro e colidiu contra o carro de Felipe Massa, tirando ambos da corrida. O piloto brasileiro criticou duramente o japonês pelo ocorrido e pediu que houvesse uma punição pelo ocorrido. A FIA, no entanto, emitiu um comunicado isentando Kobayashi de culpa por conta de problemas no freio do CT-05. No GP da Bélgica, por opção da equipe, foi substituído por André Lotterer.

## Resultados

### GP2 Asia Series
| Ano     | Equipe | 1           | 2            | 3           | 4          | 5          | 6          | 7         | 8          | 9           | 10          | 11         | 12         | Classificação | Pontos |
| ------- | ------ | ----------- | ------------ | ----------- | ---------- | ---------- | ---------- | --------- | ---------- | ----------- | ----------- | ---------- | ---------- | ------------- | ------ |
| 2008    | DAMS   | DUB1 FEA 13 | DUB1 SPR Ret | IDN FEA Ret | IDN SPR 15 | MAL FEA 5  | MAL SPR 1  | BAR FEA 3 | BAR SPR 1  | DUB2 FEA 20 | DUB2 SPR 14 |            |            | 6º            | 22     |
| 2008–09 | DAMS   | CHN FEA 2   | CHN SPR Ret  | DUB FEA 1   | DUB SPR C  | BAR1 FEA 1 | BAR1 SPR 6 | CAT FEA 4 | CAT SPR 18 | MAL FEA 2   | MAL SPR 7   | BAR2 FEA 4 | BAR2 SPR 5 | 1º            | 56     |

### Fórmula 1
| Ano  | Equipe           | Chassi         | Motor                       | 1       | 2       | 3       | 4       | 5       | 6       | 7       | 8       | 9       | 10     | 11      | 12     | 13      | 14      | 15      | 16      | 17     | 18     | 19      | 20    | Classificação | Pontos |
| ---- | ---------------- | -------------- | --------------------------- | ------- | ------- | ------- | ------- | ------- | ------- | ------- | ------- | ------- | ------ | ------- | ------ | ------- | ------- | ------- | ------- | ------ | ------ | ------- | ----- | ------------- | ------ |
| 2009 | Panasonic Toyota | Toyota TF109   | Toyota RVX-09 2.4 V8        | AUS     | MAL     | CHN     | BAR     | ESP     | MON     | TUR     | GBR     | ALE     | HUN    | EUR     | BEL    | ITA     | SIN     | JAP AT  | BRA 9   | ABU 6  |        |         |       | 18º           | 3      |
| 2010 | Sauber           | Sauber C29     | Ferrari 056 2.4 V8          | BAR Ret | AUS Ret | MAL Ret | CHN Ret | ESP 12  | MON Ret | TUR 10  | CAN Ret | EUR 7   | GBR 6  | ALE 11  | HUN 9  | BEL 8   | ITA Ret | SIN Ret | JAP 7   | COR 8  | BRA 10 | ABU 14  |       | 12º           | 32     |
| 2011 | Sauber           | Sauber C30     | Ferrari 056 2.4 V8          | AUS DSQ | MAL 7   | CHN 10  | TUR 10  | ESP 10  | MON 5   | CAN 7   | EUR 16  | GBR Ret | ALE 9  | HUN 11  | BEL 12 | ITA ret | SIN 14  | JAP 13  | COR 16  | IND 24 | ABU 10 | BRA 9   |       | 12º           | 30     |
| 2012 | Sauber           | Sauber C31     | Ferrari 056 2.4 V8          | AUS 6   | MAL Ret | CHN 10  | BAR 13  | ESP 5   | MON Ret | CAN 9   | EUR Ret | GBR 11  | ALE 4  | HUN 18† | BEL 13 | ITA 9   | SIN 13  | JAP 3   | COR Ret | IND 14 | ABU 6  | EUA 14  | BRA 9 | 12º           | 60     |
| 2014 | Caterham F1 Team | Caterham CT-05 | Renault Energy F1-2014 V6 t | AUS Ret | MAL 13  | BAR 15  | CHN 18  | ESP Ret | MON 13  | CAN Ret | AUT 16  | GBR 15  | ALE 16 | HUN Ret | BEL    | ITA 17  | SIN Ret | JAP 19  | RUS Ret | EUA    | BRA    | ABU Ret |       | 22º           | 0      |

† Não terminou o Grande Prêmio, mas foi classificado porque completou 90% da corrida.

### Mundial de Endurance
| Ano  | Equipe   | Classe    | Chassi                 | Motor                | 1     | 2     | 3     | 4       | 5     | 6     | 7     | 8     | Classificação | Pontos |
| ---- | -------- | --------- | ---------------------- | -------------------- | ----- | ----- | ----- | ------- | ----- | ----- | ----- | ----- | ------------- | ------ |
| 2013 | AF Corse | LMGTE Pro | Ferrari 458 Italia GT2 | Ferrari F142 4.5L V8 | SIL 2 | SPA 3 | LMN 4 | SÃO Ret | COA 3 | FUJ 9 | SHA 5 | BAR 3 | 7º            | 98     |